# Nijel Amos
Nijel Amos (n. 15 martie 1994, Marobela⁠(d), Districtul Central, Botswana, Botswana) este un semifondist ce a reprezentat Botswana, medaliat olimpic. A participat la 3 ediții ale Jocurilor Olimpice (2012, 2016, 2020) în care a câștigat o medalie de argint în proba de 800 de metri.

## Palmares
| An   | Competiție                              | Locație                      | Loc | Eveniment | Note    |
| ---- | --------------------------------------- | ---------------------------- | --- | --------- | ------- |
| 2011 | Campionatul African de Juniori          | Gaborone, Botswana           | 3   | 800 m     | 1:47,38 |
| 2011 | Campionatul Mondial de Juniori (sub 18) | Villeneuve-d'Ascq, Franța    | 5   | 800 m     | 1:47,28 |
| 2012 | Campionatul African                     | Porto Novo, Benin            | –   | 800 m     | NS      |
| 2012 | Campionatul African                     | Porto Novo, Benin            | –   | 4×400 m   | DS      |
| 2012 | Campionatul Mondial de Juniori          | Barcelona, Spania            | 1   | 800 m     | 1:43,79 |
| 2012 | Jocurile Olimpice                       | Londra, Marea Britanie       | 2   | 800 m     | 1:41,73 |
| 2013 | Universiada                             | Kazan, Rusia                 | –   | 400 m     | NT      |
| 2013 | Universiada                             | Kazan, Rusia                 | 1   | 800 m     | 1:46,53 |
| 2014 | Campionatul African                     | Marrakech, Maroc             | 1   | 800 m     | 1:48,54 |
| 2014 | Campionatul African                     | Marrakech, Maroc             | 1   | 4×400 m   | 3:01,89 |
| 2014 | Cupa Continentală                       | Marrakech, Maroc             | 1   | 800 m     | 1:44,88 |
| 2015 | Campionatul Mondial                     | Beijing, China               | 17  | 800 m     | 1:47,96 |
| 2015 | Campionatul Mondial                     | Beijing, China               | 9   | 4×400 m   | 2:59,95 |
| 2015 | Jocurile Africane                       | Brazzaville, Republica Congo | 1   | 800 m     | 1:50,45 |
| 2015 | Jocurile Africane                       | Brazzaville, Republica Congo | 2   | 4×400 m   | 3:00,95 |
| 2016 | Campionatul African                     | Durban, Africa de Sud        | 1   | 800 m     | 1:45,11 |
| 2016 | Jocurile Olimpice                       | Rio de Janeiro, Brazilia     | 49  | 800 m     | 1:50,46 |
| 2017 | Campionatul Mondial                     | Londra, Marea Britanie       | 5   | 800 m     | 1:45,83 |
| 2017 | Campionatul Mondial                     | Londra, Marea Britanie       | 14  | 4×400 m   | 3:06.50 |
| 2018 | Campionatul African                     | Asaba, Nigeria               | 1   | 800 m     | 1:45,20 |
| 2018 | Campionatul African                     | Asaba, Nigeria               | –   | 4×400 m   | NT      |
| 2018 | Cupa Continentală                       | Ostrava, Cehia               | 3   | 800 m     | 1:46,77 |
| 2019 | Campionatul Mondial                     | Doha, Qatar                  | –   | 800 m     | NS      |
| 2021 | Jocurile Olimpice                       | Tokio, Japonia               | 8   | 800 m     | 1:46,41 |

## Legături externe
- Materiale media legate de Nijel Amos la Wikimedia Commons
- en Nijel Amos la World Athletics
- en Nijel Amos la Olympedia.org